# ベネッセ・スター・ドーム
ベネッセ・スター・ドームは東京都多摩市落合のベネッセコーポレーション東京本部オフィス内にあるプラネタリウム施設である。

## 概要

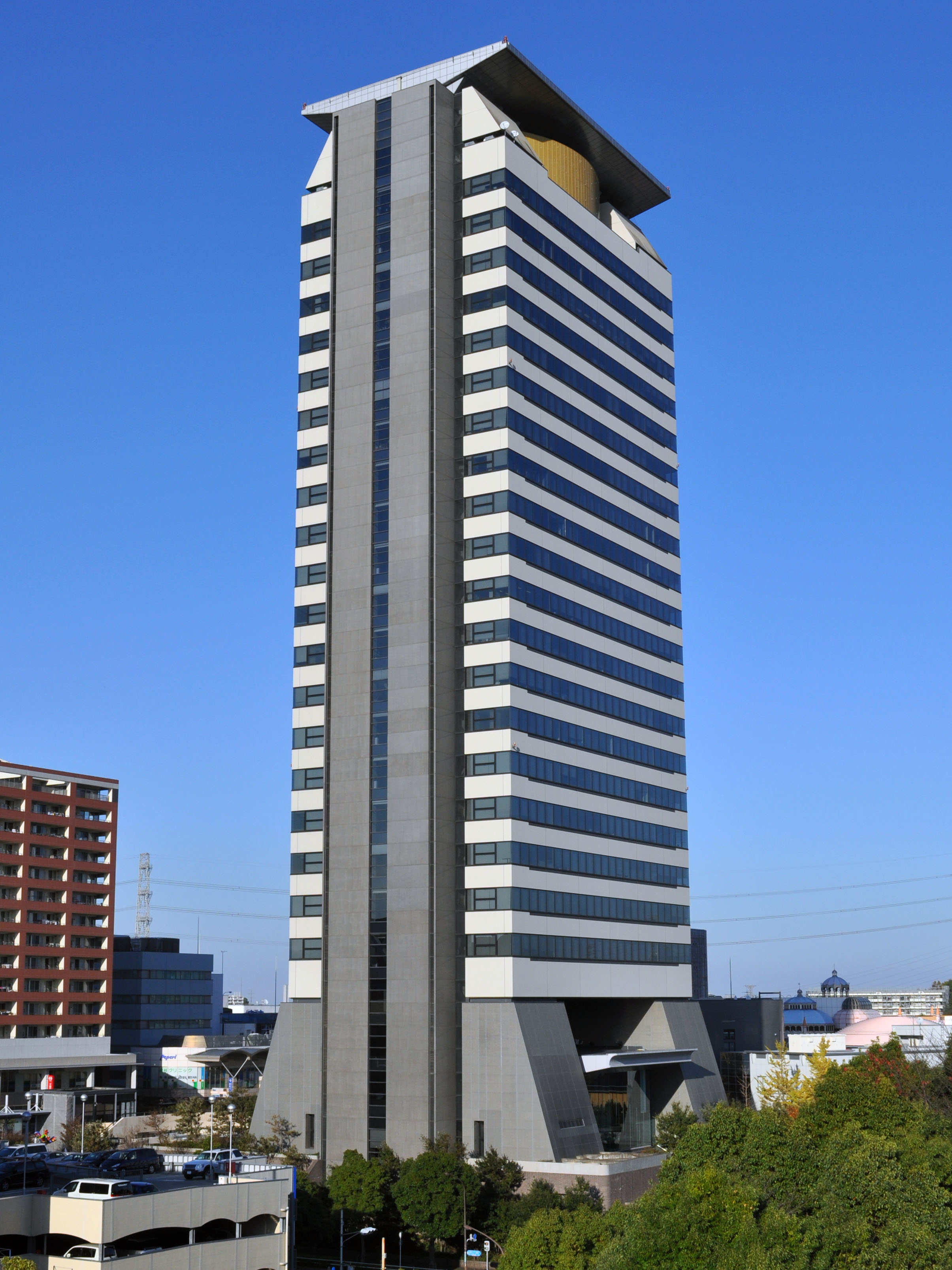
ベネッセコーポレーション東京ビル

### プラネタリウム
ベネッセコーポレーション東京ビルの最上階（21階）地上100mの高さにあるプラネタリウム施設で、1994年4月22日にオープンした。直径14mのドームで61席の座席があり、全ての座席は左右に30°ずつ回転する回転機構付リクライニングシートを採用している。。
2025年2月1日にリニューアルオープン。コニカミノルタプラネタリウムの最新機材を導入し光学式プラネタリウム投映機「Cosmo Leap Σ(コスモリープ シグマ)」とデジタル式プラネタリウム投映機「Media Globe Σ（シグマ） SE ４KTOL」を組み合わせて4K相当の高解像度で星空の再現性を高め臨場感のある音声にも対応した。また、寝転びながら観覧できる「寝ころびスペース」を新たに設けた。（各回１組限定、追加料金2,000円で６人まで）

### 展望所
プラネタリウムを鑑賞する際の待合室となっているが多摩市で2番目に高いビル（高さ111.96m）となるため晴れた日にはスカイツリーや都心のビル群なども一望できる。

## 利用案内

### 営業日
- 一般：土・日曜日、国民の休日、祝日、学校の春休み・夏休み期間
- 団体：事前予約

### 料金
- 学校・幼稚園・保育所などの団体：無料
- おとな（高校生以上）：600円
- こども（中学生以下）：300円
- シルバー（65歳以上）/障がい者手帳呈示：300円
- 障がい者手帳呈示のこども：150円
- 寝ころびスペースは鑑賞料金に加えて2000円（※最大利用人数6名まで利用可）

## 交通
- 京王相模原線･小田急多摩線多摩センター駅下車 徒歩5分
- 多摩都市モノレール多摩センター駅下車 徒歩7分